# Damernas 100 meter vid världsmästerskapen i friidrott 2023
Damernas 100 meter vid världsmästerskapen i friidrott 2023 avgjordes mellan den 20 och 21 augusti 2023 på Nemzeti Atlétikai Központ i Budapest i Ungern.
Amerikanska Sha'Carri Richardson tog guld efter ett lopp på 10,65 sekunder, vilket blev ett nytt mästerskapsrekord. Silvret togs av jamaicanska Shericka Jackson och bronset togs av hennes landsmaninna Shelly-Ann Fraser-Pryce.

## Program
Alla tider är lokal tid (UTC+2)
| Datum      | Tid   | Omgång      |
| ---------- | ----- | ----------- |
| 20 augusti | 12:10 | Försöksheat |
| 21 augusti | 20:35 | Semifinal   |
| 21 augusti | 21:50 | Final       |

## Resultat

### Försöksheat
De tre första i varje heat 0Q0 samt de tre snabbaste tiderna 0q0 kvalificerade sig för semifinalerna.
| Placering | Heat | Namn                     | Nationalitet        | Tid   | Noteringar |
| --------- | ---- | ------------------------ | ------------------- | ----- | ---------- |
| 1         | 5    | Sha'Carri Richardson     | USA                 | 10,92 | 0Q0        |
| 2         | 3    | Ewa Swoboda              | Polen               | 10,98 | 0Q0        |
| 3         | 1    | Julien Alfred            | Saint Lucia         | 10,99 | 0Q0        |
| 4         | 2    | Brittany Brown           | USA                 | 11,01 | 0Q0        |
| 5         | 7    | Shelly-Ann Fraser-Pryce  | Jamaica             | 11,01 | 0Q0        |
| 6         | 5    | Natasha Morrison         | Jamaica             | 11,02 | 0Q0        |
| 7         | 1    | Daryll Neita             | Storbritannien      | 11,03 | 0Q0        |
| 8         | 2    | Dina Asher-Smith         | Storbritannien      | 11,04 | 0Q0        |
| 9         | 3    | Tamari Davis             | USA                 | 11,06 | 0Q0        |
| 10        | 4    | Shericka Jackson         | Jamaica             | 11,06 | 0Q0        |
| 11        | 7    | Mujinga Kambundji        | Schweiz             | 11,08 | 0Q0        |
| 12        | 6    | Marie-Josée Ta Lou       | Elfenbenskusten     | 11,08 | 0Q0        |
| 13        | 1    | Gina Bass                | Gambia              | 11,10 | 0Q0        |
| 14        | 3    | N'Ketia Seedo            | Nederländerna       | 11,11 | 0Q0, 0PB0  |
| 15        | 6    | Shashalee Forbes         | Jamaica             | 11,12 | 0Q0        |
| 16        | 5    | Zaynab Dosso             | Italien             | 11,14 | 0Q0, 0=NR0 |
| 17        | 7    | Zoe Hobbs                | Nya Zeeland         | 11,14 | 0Q0        |
| 18        | 4    | Michelle-Lee Ahye        | Trinidad och Tobago | 11,16 | 0Q0, 0SB0  |
| 19        | 3    | Rani Rosius              | Belgien             | 11,18 | 0q0, 0PB0  |
| 19        | 6    | Boglárka Takács          | Ungern              | 11,18 | 0Q0        |
| 21        | 4    | Gina Lückenkemper        | Tyskland            | 11,21 | 0Q0        |
| 22        | 4    | Rosemary Chukwuma        | Nigeria             | 11,24 | 0q0        |
| 23        | 1    | Géraldine Frey           | Schweiz             | 11,26 | 0q0        |
| 24        | 5    | Maboundou Koné           | Elfenbenskusten     | 11,26 |            |
| 25        | 2    | Jaël Bestué              | Spanien             | 11,28 | Q          |
| 26        | 7    | Lorène Dorcas Bazolo     | Portugal            | 11,29 |            |
| 27        | 7    | Khamica Bingham          | Kanada              | 11,29 |            |
| 28        | 3    | Murielle Ahouré-Demps    | Elfenbenskusten     | 11,29 |            |
| 29        | 3    | Leah Bertrand            | Trinidad och Tobago | 11,32 |            |
| 30        | 5    | Krystsina Tsimanouskaja  | Polen               | 11,32 |            |
| 31        | 2    | Veronica Shanti Pereira  | Singapore           | 11,33 |            |
| 32        | 2    | Halle Hazzard            | Grenada             | 11,34 | 0SB0       |
| 33        | 6    | Patrizia van der Weken   | Luxemburg           | 11,38 |            |
| 34        | 4    | Olivia Fotopoulou        | Cypern              | 11,38 |            |
| 35        | 1    | Delphine Nkansa          | Belgien             | 11,40 |            |
| 36        | 6    | Bree Masters             | Australien          | 11,43 |            |
| 36        | 7    | Rebekka Haase            | Tyskland            | 11,43 |            |
| 38        | 6    | Magdalena Stefanowicz    | Polen               | 11,43 |            |
| 39        | 5    | Torrie Lewis             | Australien          | 11,45 |            |
| 40        | 6    | Arialis Gandulla         | Portugal            | 11,47 |            |
| 41        | 1    | Ángela Gabriela Tenorio  | Ecuador             | 11,52 |            |
| 42        | 4    | Vitoria Cristina Rosa    | Brasilien           | 11,57 |            |
| 43        | 4    | Natacha Ngoye Akamabi    | Kongo-Brazzaville   | 11,60 |            |
| 44        | 1    | Farzaneh Fasihi          | Iran                | 11,63 |            |
| 45        | 7    | Arisa Kimishima          | Japan               | 11,73 |            |
| 46        | 3    | Mudhawi Alshammari       | Kuwait              | 11,93 |            |
| 47        | 2    | Salomé Kora              | Schweiz             | 12,18 |            |
| 48        | 4    | Kesaia Boletakanakandavu | Fiji                | 12,46 | 0PB0       |
| 49        | 3    | Silina Pha Aphay         | Laos                | 12,67 |            |
| 50        | 2    | Chloe David              | Vanuatu             | 12,88 |            |
| 51        | 1    | Zarinae Sapong           | Nordmarianerna      | 13,04 | 0SB0       |
| 52        | 6    | Jovita Arunia            | Salomonöarna        | 13,20 | 0SB0       |
| 53        | 5    | Sydney Francisco         | Palau               | 13,48 | 0PB0       |
| 54        | 7    | Yara Ahmed Abuljadayel   | Saudiarabien        | 13,54 |            |
| 55        | 5    | Imani Lansiquot          | Storbritannien      | 0DSQ0 | TR 16.8    |
| 55        | 2    | Yunisleidy García        | Kuba                | 0DSQ0 | TR 16.8    |

### Semifinaler
De två första i varje heat 0Q0 samt de två snabbaste tiderna 0q0 kvalificerade sig för finalen.
Vind:
Heat 1: −0,4 m/s, Heat 2: −0,4 m/s, Heat 3: −0,1 m/s
| Placering | Heat | Bana | Namn                    | Nationalitet        | Tid   | Noteringar |
| --------- | ---- | ---- | ----------------------- | ------------------- | ----- | ---------- |
| 1         | 2    | 7    | Marie-Josée Ta Lou      | Elfenbenskusten     | 10,79 | 0Q0        |
| 1         | 2    | 5    | Shericka Jackson        | Jamaica             | 10,79 | 0Q0        |
| 3         | 2    | 6    | Sha'Carri Richardson    | USA                 | 10,84 | 0q0        |
| 4         | 1    | 7    | Shelly-Ann Fraser-Pryce | Jamaica             | 10,89 | 0Q0        |
| 5         | 3    | 5    | Julien Alfred           | Saint Lucia         | 10,92 | 0Q0        |
| 6         | 3    | 4    | Brittany Brown          | USA                 | 10,97 | 0Q0        |
| 7         | 1    | 6    | Tamari Davis            | USA                 | 10,98 | 0Q0        |
| 8         | 1    | 5    | Ewa Swoboda             | Polen               | 11,01 | 0q0        |
| 8         | 3    | 7    | Dina Asher-Smith        | Storbritannien      | 11,01 | 0q0        |
| 10        | 2    | 8    | Zoe Hobbs               | Nya Zeeland         | 11,02 |            |
| 11        | 1    | 4    | Daryll Neita            | Storbritannien      | 11,03 |            |
| 12        | 3    | 6    | Natasha Morrison        | Jamaica             | 11,03 |            |
| 13        | 2    | 4    | Mujinga Kambundji       | Schweiz             | 11,04 | 0SB0       |
| 14        | 2    | 3    | Shashalee Forbes        | Jamaica             | 11,12 |            |
| 15        | 3    | 8    | N'Ketia Seedo           | Nederländerna       | 11,17 |            |
| 16        | 1    | 2    | Gina Lückenkemper       | Tyskland            | 11,18 |            |
| 16        | 1    | 3    | Michelle-Lee Ahye       | Trinidad och Tobago | 11,18 |            |
| 18        | 3    | 3    | Gina Bass               | Gambia              | 11,19 |            |
| 19        | 1    | 8    | Zaynab Dosso            | Italien             | 11,19 |            |
| 20        | 3    | 2    | Rani Rosius             | Belgien             | 11,20 |            |
| 21        | 2    | 9    | Jaël Bestué             | Spanien             | 11,25 |            |
| 22        | 1    | 9    | Rosemary Chukwuma       | Nigeria             | 11,26 |            |
| 23        | 2    | 2    | Boglárka Takács         | Ungern              | 11,26 |            |
| 24        | 3    | 9    | Géraldine Frey          | Schweiz             | 11,28 |            |

### Final
Finalen startade den 21 augusti klockan 21:55.
Vind: +0,8 m/s
| Placering | Bana | Namn                    | Nationalitet    | Tid   | Noteringar |
| --------- | ---- | ----------------------- | --------------- | ----- | ---------- |
| 1         | 9    | Sha'Carri Richardson    | USA             | 10,65 | 0MR0       |
| 2         | 4    | Shericka Jackson        | Jamaica         | 10,72 |            |
| 3         | 5    | Shelly-Ann Fraser-Pryce | Jamaica         | 10,77 | 0SB0       |
| 4         | 7    | Marie-Josée Ta Lou      | Elfenbenskusten | 10,81 |            |
| 5         | 6    | Julien Alfred           | Saint Lucia     | 10,93 |            |
| 6         | 1    | Ewa Swoboda             | Polen           | 10,97 |            |
| 7         | 3    | Brittany Brown          | USA             | 10,97 |            |
| 8         | 2    | Dina Asher-Smith        | Storbritannien  | 11,00 |            |
| 9         | 8    | Tamari Davis            | USA             | 11,03 |            |